# Reading, Writing, and Arithmetic
Reading, Writing, and Arithmetic è il primo album discografico del gruppo musicale inglese The Sundays, pubblicato nel gennaio 1990 dalla Rough Trade Records nel Regno Unito e dalla Geffen Records negli Stati Uniti.

## Tracce
Tutte le tracce sono di David Gavurin e Harriet Wheeler.
1. Skin & Bones – 4:16
2. Here's Where the Story Ends – 3:54
3. Can't Be Sure – 3:22
4. I Won – 4:23
5. Hideous Towns – 3:46
6. You're Not the Only One I Know – 3:50
7. A Certain Someone – 4:25
8. I Kicked a Boy – 2:16
9. My Finest Hour – 3:59
10. Joy – 4:10

## Formazione
- Harriet Wheeler - voce
- David Gavurin - chitarra
- Paul Brindley - basso
- Patrick Hannan - batteria
- Lindsay Jamieson - tamburello

## Classifiche
- Official Albums Chart - #4 (disco d'argento per la BPI)
- Billboard 200 - #39 (disco d'oro per la RIAA)